# Sanjay Patel
Sanjay Patel é um animador e ilustrador americano. Como reconhecimento, foi nomeado ao Oscar 2016 na categoria de Melhor Animação em Curta-metragem por Sanjay's Super Team.